# Nicomedia
Nicomedia antică s-a fondat în extrema estică a Mării Marmara, într-un golf ce pătrunde adânc în uscatul Anatoliei spre răsărit și oarecum paralel cu țărmurile sudice ale Mării Negre. La fondare se afla la numai 100 de kilometri de anticul Byzantion și strâmtoarea Bosfor. Ulterior s-a aflat în aceeași poziție favorizantă față de marea capitală Constantinopol, întemeiată de împăratul Constantin cel Mare peste Byzantion.
Orașul s-a dezvoltat chiar pe traiectul faliei nord-anatoliene, falie de-a lungul căreia plăcile tectonice lucrează continuu, făcând scoarța terestră extrem de nesigură și periculoasă. Este aceeași falie care face din Istanbul metropola cea mai nesigură seismic din lume și care se prelinge spre apus până în bazinul egeean. În cele douăzeci și trei de secole de existență, Nicomedia și orașul moștenitor, Izmit, au suferit numeroase cutremure devastatoare, dintre care ultimul în anul 1999.

## Istoric
Temeliile orașului s-au pus în anul 264 î.e.n., de către Nicomedes I, regele Bitiniei, care l-a numit Nicomedia. În apropiere existase o veche colonie a cetății grecești Megara, numită Olbia, cunoscută și sub numele de Astacos. În luptele ce au urmat morții lui Alexandru cel Mare între generalii săi, numiți diadohi, pentru împărțirea imperiului moștenit, generalul Lysimachos a distrus Olbia. Orașul s-a aflat probabil în tabăra sau sub stăpânirea vremelnică a altui competitor dintre diadohi. La Nicomedia și-a sfârșit zilele un alt conducător celebru de oști al antichității, Hannibal, cel care i-a învins pe romani chiar pe pământul Italiei. Aflându-se refugiat la curtea regelui Prusias al Bithyniei a fost trădat de acela în anul 183 î.e.n., la cererea romanilor. Pentru a nu cădea în mâinile acelora, a preferat să se sinucidă prin otrăvire. După patru secole, împăratul roman Septimiu Sever (193-211 e.n.) a dispus să se ridice un mormânt demn de strălucitul general cartaginez la Libyssa (azi Dil) pe malul golfului Izmit de astăzi. Tot la Nicomedia s-a născut și renumitul istoric antic Arrianus, în anul 90 î.e.n. După anul 130 î.e.n., Nicomedia a fost luată în stăpânire de Imperiul Roman, făcând parte din provincia Asia. Sub stăpânirea romană cetatea a primit statutul de colonia. Împăratul reformator Diocletianus (284-305 e.n.) și-a stabilit aici reședința într-un somptuos palat, ridicat înaintea celui de lângă Salona, pe coasta Dalmației, în actualul oraș Split. Constantin cel Mare (307-337 e.n.) i-a urmat exemplul după câteva decenii prin vila sa de la Ancyron în care și-a dat ultima suflare, sub același cer al Nicomediei, în anul 337 e.n., Constantin și-a stabilit reședința la Nicomedia numai câțiva ani, între 324-330 e.n., timp în care a amenajat o nouă capitală a imperiului la Byzantion, viitorul Constantinopolis. Moartea i-a survenit întâmplător la Nicomedia, la 22 mai 337 e.n., pe când se afla în drum spre frontiera răsăriteană unde reizbucnise războiul cu perșii conduși de regele Șapur al II-lea. Botezul împăratului pe patul de moarte a fost celebrat de episcopul arian Eusebius de Nicomedia. Cert este că împăratul Constantin cel Mare (307-337 e.n.) a sprijinit creștinismul în imperiu pentru a respecta credința mamei sale, Helena. Atunci, la începutul secolului al IV-lea, Nicomedia a atins maxima sa importanță și bogăție. Cu două secole înainte, pe timpul împăratului Traian (98-117), guvernatorul Plinius cel Tânăr lăuda monumentele orașului: senatul, forul și templul zeiței Cybele. După fondarea Constantinopol-ului (330 e.n.), Nicomedia a rămas o capitală provincială. Două cutremure ulterioare, din anii 358-363 e.N, au lovit dur orașul imperial, distrugând și fortificațiile datorate lui Diocletianus (284-305 e.n.) și abandonate definitiv în secolul al VII-lea e.n. În pofida atenției binevoitoare a împăraților bizantini din secolele al V-lea–al VI-lea e.n., orașul nu și-a mai atins vechea importanță, mulțumindu-se cu un rol regional, în concurență cu Niceea din apropiere. Catastrofele care au lovit regiunea în secolele al VII-lea și al VIII-lea, invaziile persane și arabe, rebeliunile din Imperiul Bizantin, cutremurul din anul 740 și revenirea ciumei din anul 747, au avut un impact negativ asupra Nicomediei, ea rămânând numai o bază militară disputată de puterea centrală bizantină în raport cu invadatorii și cu rebelii. Prin anul 845, geograful arab Ibn Hurdadbeh a descris orașul ca fiind în ruină, servind ca escală pe drumul spre Constantinopol. Pe atunci orașul antic, cu cartierele sale portuare, fusese abandonat, populația retrăgându-se pe acropolis-ul fortificat, un kastron bizantin. Pierderile graduală a controlului bizantin în Asia Mică, în sec. al 11-lea, a întărit rolul strategic al orașului, transformându-l în principala bază de plecare a campaniilor bizantine și ca etapă în calea cruciaților spre Pământul Sfânt, mai ales în anii 1096, 1097 și 1147. Istoricii primelor două cruciade, Etienne de Blois și Odon de Deuil, s-au arătat impresionați de peisajul dezolant oferit de ruinele antice. După cucerirea Constantinopolului de către cruciații apuseni din cruciada a IV-a, Nicomedia s-a aflat în centrul disputelor dintre apusenii și micul Imperiu Bizantin de Niceea, revenind în cele din urmă bizantinilor. La sfârșitul sec. al 11-lea, între 1078 și 1087, orașul a căzut în stăpânirea turcilor selgiucizi. Încă pe atunci se redusese la o locuire numai pe acropolis, într-un patrulater fortificat cu laturile de 200-300 de metri lungime și circa 150 de metri lățime. Locuitorii închiși pe acropolis erau despărțiți de apele golfului Izmit de azi de vestigiile unor cartiere antice abandonate. Acropolis-ul a fost fortificat de către bizantini într-o încercare disperată de a-l menține ca poziție înaintată împotriva turcilor. În prima parte a secolului al XIV-lea, Nicomedia a trecut pentru totdeauna în stăpânirea tânărului stat otoman, urmând apoi o evoluție seculară de anonimat. Redeșteptarea datorată revoluției industriale din secolul al XX-lea și dezvoltarea orașului pe coordonate moderne, lipsite de particularități, nu l-a ajutat în atractivitate turistică.

## Evoluția modernă
La sfârșitul primului război mondial în Istanbul au pătruns trupe de ocupație ale aliaților din Antantă și pe lângă alte întinse teritorii Turcia, fostul Imperiul Otoman, a pierdut o parte din teritoriul său european în favoarea Greciei. Considerând Istanbul-ul o poziție vulnerabilă într-un posibil război viitor, guvernul republican turc a evitat să mai concentreze în metropolă anumite ramuri industriale vitale pentru economie. Ca urmare, investițiile industriale majore ale secolului al 20-lea s-au deplasat către Izmit, fosta cetate antică Nicomedia, oraș care se bucura de două mari avantaje. Se găsea nu prea departe de aglomeratul Istanbul, de unde putea atrage forță de muncă și menținea avantajul unei deschideri la mare. La Izmit s-au dezvoltat o mare parte a industriilor grele din țară, siderurgie, construcții navale și auto, rafinării, industrii pentru obiecte electrocasnice, fabrici de ciment și chimice, etc.
Orașul de astăzi are o populație de circa 270.00 de locuitori. Dezvoltarea lui industrială și a regiunii sale a condus la realizarea celui mai ridicat PIB pe cap de locuitor din Turcia. Acest PIB, care depășește 6.000 de dolari SUA pe cap de locuitor, este de trei ori mai mare decât cel mediu pe țară și de două ori mai mare decât cel al metropolei Istanbul. Concentrarea industrială a făcut din Izmit un centru vital al economiei turcești.